# Sophie Fjellvang-Sølling
Sophie Fjellvang-Sølling (* 25. April 1981 in Gentofte) ist eine ehemalige dänische Freestyle-Skierin und Skirennläuferin. Im Freestyle-Skiing startete sie in der Disziplin Skicross.

## Werdegang
Fjellvang-Sølling nahm von 1996 bis 2011 als Alpine Skirennläuferin vorwiegend an FIS-Rennen teil. Bei den Alpinen Skiweltmeisterschaften 2005 in Santa Caterina belegte sie den 45. Platz im Riesenslalom, bei den Alpinen Skiweltmeisterschaften 2007 in Åre den 50. Rang im Rieselalom, bei den Alpinen Skiweltmeisterschaften 2009 in Val-d’Isère den 53. Platz im Riesenslalom und bei den Alpinen Skiweltmeisterschaften 2011 in Garmisch-Partenkirchen den 69. Platz im Riesenslalom. Zudem nahm sie an der Winter-Universiade 2005 in Seefeld in Tirol teil, wobei sie im Riesenslalom im ersten Lauf ausschied und an 17 Weltcups teil.
Im Skicross gab Fjellvang-Sølling zu Beginn der Saison 2004/05 in Saas-Fee ihr Debüt im Freestyle-Skiing-Weltcup. Dabei errang sie den 13. Platz. Im weiteren Saisonverlauf holte sie in Hafjell ihren einzigen Sieg im Europacup und belegte bei den Weltmeisterschaften 2005 in Ruka den 24. Platz. Bei den Weltmeisterschaften 2007 in Madonna di Campiglio wurde sie Neunte. In der Saison 2008/09 errang sie in Les Contamines mit dem achten Platz ihre einzige Top-Zehn-Platzierung im Weltcup und kam bei den Weltmeisterschaften 2009 in Inawashiro auf den 19. Rang. In der folgenden Saison erreichte sie in Innichen mit dem vierten Platz ihre beste Platzierung im Weltcup und zum Saisonende mit dem 22. Platz im Skicross-Weltcup ihr bestes Gesamtergebnis. Beim Saisonhöhepunkt, den Olympischen Winterspielen 2010 in Vancouver, belegte sie den 21. Platz. Ihren 14. und damit letzten Weltcup absolvierte sie im Januar 2010 in Lake Placid, welchen sie auf dem 26. Platz beendete.

## Erfolge

### Olympische Spiele
- 2010 Vancouver: 21. Platz Skicross

### Freestyle-Skiing-Weltmeisterschaften
- 2005 Ruka: 24. Platz Skicross
- 2007 Madonna di Campiglio: 9. Platz Skicross
- 2009 Inawashiro: 19. Platz Skicross

### Alpine Skiweltmeisterschaften
- 2005 Santa Caterina: 45. Platz Riesenslalom
- 2007 Åre: 50. Platz Riesenslalom
- 2009 Val-d’Isère: 53. Platz Riesenslalom
- 2011 Garmisch-Partenkirchen: 69. Platz Riesenslalom

### Weltcupwertungen
| Saison  | Gesamt | Gesamt | Skicross | Skicross |
| Saison  | Platz  | Punkte | Platz    | Punkte   |
| ------- | ------ | ------ | -------- | -------- |
| 2004/05 | 91.    | 3      | 31.      | 20       |
| 2008/09 | 92.    | 8      | 27.      | 78       |
| 2009/10 | 67.    | 10     | 22.      | 114      |

### Weitere Erfolge
- 3 Podestplätze, davon 1 Sieg im Europacup